# Enrico Guazzoni
Enrico Guazzoni, nato Guazzone (Roma, 18 settembre 1876 – Roma, 24 settembre 1949), è stato un regista e pittore italiano.

## Biografia
Fratello di Gaspare Guazzoni, zio del maître d'hotel Aldo Luigi Guazzoni e marito dell'attrice Evelina Paoli. Dopo aver studiato pittura all'Istituto di Belle Arti a Roma, sua città natale, Enrico Guazzoni iniziò la sua carriera cinematografica come cartellonista e decoratore per poi entrare alla Cines, la maggior casa di produzione dell'epoca, nel 1907. Il suo primo film come regista risale a quell'anno e si intitola Un invito a pranzo. Ben presto si dedica a quello che sarà il suo genere favorito, il filone storico, firmando due versioni de La Gerusalemme liberata e di Messalina, utilizzando anche i suoi studi di pittura per curare scenografie e costumi.

## La tipografia
Nel 1914 aprì a Roma la sua tipografia lo "Stabilimento Litografico Enrico Guazzoni", sito in via Chieti, subito fuori Porta San Giovanni, dove oltre a svolgere la sua attività di cartellonista, creò un centro per la stampa di lavori dei migliori pittori dell'epoca, impegnati soprattutto nella realizzazione di manifesti per il cinema. Tra gli altri collaboratori: Tito Corbella, Anselmo Ballester, Duilio Cambellotti, Luigi Martinati.

## Filmografia parziale
- Un invito a pranzo (1907)
- Gerusalemme liberata (1910)
- Faust (1910)
- Agrippina (1911)
- Il poverello di Assisi (1911)
- Bruto (1911)
- Nella terra che divampa (1912)
- Quo vadis? (1913)
- Marcantonio e Cleopatra (1913)
- Sua cognata (1913)
- Il lettino vuoto (1913)

Enrico Guazzoni durante le riprese di un film

- Una tragedia al cinematografo (1913)
- Scuola d'eroi (1914)
- L'istruttoria (1914)
- Gaio Giulio Cesare (1914)
- Immolazione (1914)
- Miseria e nobiltà (1914)
- Alma mater (1915)
- La morta del lago (1915)
- Amica (1916)
- Madame Tallien (1916)
- La Gerusalemme liberata (1918)
- Fabiola (1918)
- Messalina (1923)
- Il sacco di Roma, con Giulio Aristide Sartorio (1923)
- La sperduta di Allah (1929)
- Miryam (1929)
- Il dono del mattino (1932)
- La signora Paradiso (1934)
- Re burlone (1935)
- Re di denari (1936)
- I due sergenti (1936)
- Ho perduto mio marito (1937)
- Il dottor Antonio (1937)
- Il suo destino (1938)
- Ho visto brillare le stelle (1939)
- Antonio Meucci (1940)
- La figlia del Corsaro Verde (1940)
- I pirati della Malesia (1941)
- Oro nero (1942)
- Il leone di Damasco, completamento del film iniziato da Corrado D'Errico (1942)
- La fornarina (1944)